# Iwan Deliwerski
Iwan Deliwerski (bg. Иван Деливерски; ur. 29 lipca 1985) – bułgarski zapaśnik walczący w stylu wolnym. Zajął dwudzieste miejsce na mistrzostwach Europy w 2013. Brązowy medalista akademickich MŚ w 2010. Dwunasty w Pucharze Świata w 2012 roku.